# بوب رينولدز
بوب رينولدز (بالإنجليزية: Bob Reynolds)‏ هو لاعب كرة قدم أمريكية أمريكي، ولد في 30 مارس 1914 في موريس في الولايات المتحدة، وتوفي في 8 فبراير 1994 في سان رافاييل في الولايات المتحدة.

## وصلات خارجية
- بوب رينولدز على موقع مرجع كرة القدم المحترفة.كوم (الإنجليزية)